# Twierdzenie Pettisa (grupy topologiczne)
Twierdzenie Pettisa - twierdzenie mówiące, że jeżeli A jest podzbiorem grupy topologicznej G, który jest drugiej kategorii i  ma własność Baire’a, to zbiór {\displaystyle A^{-1}A} zawiera otwarte otoczenie elementu neutralnego grupy. Jeżeli ponadto A jest zbiorem otwartym, to jest także domknięty. Nazwa twierdzenia pochodzi o nazwiska odkrywcy, B.J. Pettisa.